# Schliha

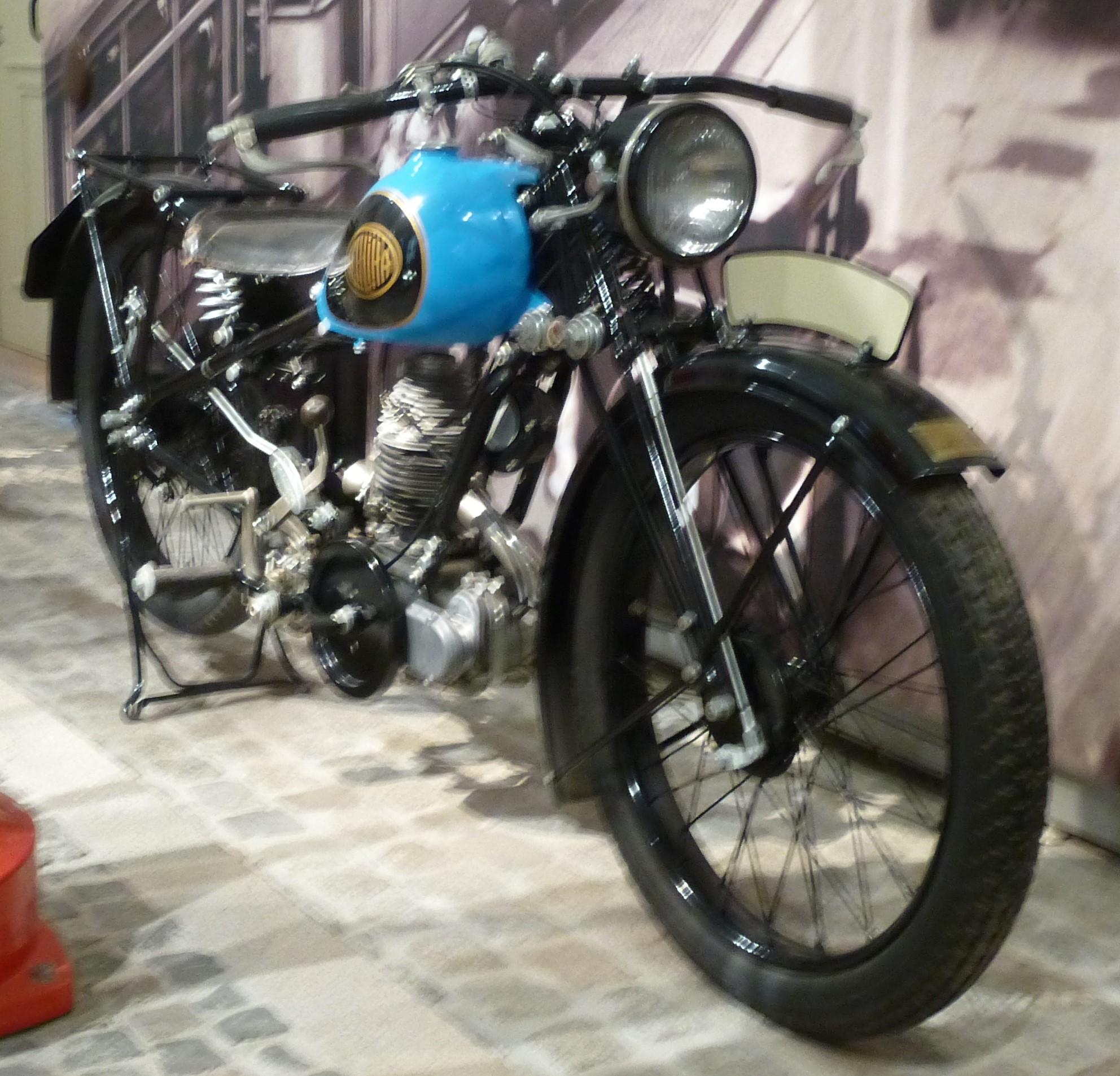
Schliha von 1929

Die Schliha GmbH war ein deutscher Motorradhersteller. Die ursprüngliche Firmierung lautete Schlüpmannsche Industrie- & Handelsgesellschaft mbH.

## Unternehmensgeschichte
Das Unternehmen hatte seinen Sitz in Berlin-Niederschöneweide. 1924 begann die Produktion von Motorrädern unter dem Markennamen Schliha, einem Akronym der ersten Firmierung. 1933 endete die Produktion.
Eine andere Quelle bestätigt den Produktionszeitraum, während eine weitere Quelle 1927 bis 1932 nennt.

## Motorräder
Die Motorräder hatten Zweitaktmotoren mit Gleichstromspülung, die das Unternehmen selber herstellte. Sie hatten zwischen 129 cm³ und 596 cm³ Hubraum; Erwin Tragatsch vermutet, dass der 596-cm³-Motor der größte je in einem Motorrad verwendete Einzylinder-Zweitaktmotor ist. Andere Quellen nennen die Hubraumgrößen 175 cm³, 200 cm³, 300 cm³, 350 cm³ und 500 cm³. Eine beschreibt die Motoren als anscheinend nicht ausgereift. Die größeren werden als technisch nicht ganz perfekt bezeichnet.
Die Schliha-Motorradmotoren haben Stufenkolben mit rohrförmigem Aufsatz zur Spülung. Der Brennraum ist ringförmig. Der Rohraufsatz  ist am oberen Ende verschlossen, hat aber dort seitlich Löcher. Im oberen Totpunkt, wenn der Druck im Kurbelgehäuse am geringsten ist, ragt er durch den Zylinderkopf nach außen. Durch die Löcher wird Luft angesaugt, zusätzlich zum Gemisch durch den Einlass am Kurbelgehäuse. Im unteren Totpunkt strömt das Gas aus dem  Kurbelgehäuse durch den Aufsatz in den Zylinder über. Die vorher zusätzlich angesaugte Luft soll den Fanggrad verbessern helfen, indem sie eher als das Luft-Benzin-Gemisch durch den Auslass verloren geht.
Viele Motorräder waren blau lackiert oder nach einer anderen Quelle „himmelblau emailliert“.
Ein erhaltenes Fahrzeug ist im Motorradmuseum im Jagdschloss Augustusburg ausgestellt. Es hat einen Einzylinder-Zweitaktmotor mit 200 cm³ Hubraum und 6,5 PS Leistung.

## Flugmotoren
Nach Einstellung der Motorradproduktion stellte Schlüpmann einige Jahre lang Flugmotoren her. Das waren 1,2-L-Zweizylinder-Boxermotoren, z. B. im Motorgleiter Erla 6 A.